# Anthony Pieter van Doorn
Jhr. Anthony Pieter van Doorn (Vlissingen, 11 maart 1791 - Middelburg, 11 mei 1870) was een Nederlands jurist. Van 27 september 1838 tot 19 december 1861 was hij voorzitter van het Provinciaal gerechtshof in Zeeland. Als president van het Provinciaal gerechtshof was Van Doorn onder andere verantwoordelijk voor het doodvonnis tegen Jean Baptiste de Loeil, wat later de laatste executie in vredestijd in Zeeland zou zijn.
Van Doorn was een telg uit de vooraanstaande Zeeuwse familie Van Doorn, ook wel Van Doorn van Westcapelle genoemd. Zijn vader, Abraham van Doorn, heer van De Boede was schepen en burgemeester van Vlissingen. Zijn broer Hendrik Jacob van Doorn van Westcapelle was onder meer gouverneur van Zeeland en Oost-Vlaanderen en Minister van Binnenlandse Zaken. In 1829 werd Anthony Pieter van Doorn verheven in de adelstand, met als predicaat jonkheer. 